# Prodidomus rufus
Espèce
Synonymes
- Miltia gulosa Simon, 1884
- Prodidomus imaidzumii Kishida, 1914
- Prodidomus hispanicus Dalmas, 1919
- Hyltonia scottae Birabén, 1954
- Prodidomus clarki Cooke, 1964

Prodidomus rufus est une espèce d'araignées aranéomorphes de la famille des Prodidomidae.

## Distribution
Cette espèce se rencontre originellement dans le bassin méditerranéen, en Afrique et en Irak.
Elle a été introduite aux États-Unis, à Cuba, au Chili, en Argentine, à Sainte-Hélène, Ascension et Tristan da Cunha, en Chine, au Japon et en Nouvelle-Calédonie.

## Description
La femelle décrite par Cooke en 1964 mesure 5,0 mm.
Le mâle décrit par Platnick et Baehr en 2006 mesure 4,30 mm et la femelle 4,96 mm.

## Systématique et taxinomie
Cette espèce a été décrite par Hentz en 1847.
Miltia gulosa, Prodidomus imaidzumii et Hyltonia scottae ont été placées en synonymie par Platnick et Baehr en 2006.
Prodidomus hispanicus et Prodidomus clarki ont été placées en synonymie par Sherwood, Gringet, Marusik et Sharp en, 2023.

## Publication originale
- Hentz, 1847 : « Descriptions and figures of the araneides of the United States. » Boston Journal of Natural History, vol. 5, p. 443-478 (texte intéral).